# Protothyrium
Protothyrium — рід грибів родини Parmulariaceae. Назва вперше опублікована 1917 року.